# William Fitz Robert
Willian Fitz Robert, segundo conde de Gloucester (23 de noviembre de 1116 – 23 de noviembre de 1183) fue el hijo y heredero de Sir Robert de Caen, conde de Gloucester, y Mabel FitzRobert, hija de Robert FitzHamon y sobrino de la emperatriz Matilda.

## Primeros años
En octubre de 1141, Willian se ocupó de las propiedades baronales, cuando su padre fue apresado en Winchester durante la Anarquía. Su padre fue intercambiado por el rey Esteban, y durante su ausencia en Normandía en 1144, actuó como gobernador de Wareham . En 1147, derrocó a Henry de Tracy en Castle Cary . 
En 1154 hizo un pacto con Roger de Clare, conde de Hertford, por el que acordaban ayudarse mutuamente contra todos los hombres excepto Enrique II de Inglaterra. 
FitzRobert concedió fueros a Neath, una población en Glamorgan. Fue Lord del Manor de Glamorgan, y del de Caerleon, residiendo habitualmente en el Castillo de Cardiff. Allí, él y su esposa serían capturados en 1158 por el Lord Galés de Senghenydd, Ifor Bach ("Ivor el Pequeño") y llevados a los bosques, donde fueron mantenidos como prisioneros hasta que el conde resarció a Ivor por los agravios cometidos.

## Relación con el rey Enrique II
En 1173, el conde tomó partido por el Rey contra sus hijos, pero luego parece haber caído bajo sospecha, ya que al año siguiente se sometió al Rey, y en 1175 le entregó el Castillo de Bristol . Debido a que su único hijo y heredero Robert murió en 1166, William convirtió a Juan, hijo menor del rey Enrique II, en heredero de su condado, a cambio de que, según la promesa del rey, Juan se casaría con una de las hijas del conde, si la Iglesia lo autorizaba, teniendo en cuenta que eran parientes. 
Willian estuvo presente en marzo de 1177 cuando el rey arbitró entre los reyes de Castilla y Navarra, y en 1178, fue testigo de la carta de Enrique a la abadía de Waltham. Pero durante las luchas del Rey con sus hijos, fue encarcelado junto a otros nombres cuya lealtad era dudosa.

## Familia e hijos
Se casó con Hawise de Beaumont de Leicester, hija de Robert de Beaumont, conde de Leicester y Amica de Gael y tuvo hijos: 
1. Roberto Fitz William (1151, Cardiff, Glamorganshire – 1166, Cardiff, Glamorganshire).
2. Mabel Fitz William, esposa de Amaury V de Montfort, su hijo Amaury fue brevemente conde de Gloucester
3. Amicio Fitz William, d. 1220. esposa de Richard de Clare, conde de Hertford, sus descendientes finalmente heredaron el condado de Gloucester.
4. Isabel, condesa de Gloucester. Se casó tres veces: 
  1. Juan de inglaterra
  2. Geoffrey Fitz Geoffrey de Mandeville, conde de Essex, conde de Gloucester
  3. Huberto de Burgh, conde de Kent

El conde murió en 1183; su esposa Hawise lo sobrevivió. Como su único hijo, Roberto, había fallecido antes que su padre, sus hijas se convirtieron en coherederas de la baronía feudal de Gloucester .